# 北海帝國
北海帝國（英語：North Sea Empire）是历史学家採用的一種形容在克努特大帝統治之下領土的說法，1016年至1035年間，克努特大帝是英格蘭、挪威、丹麥三國國王併統治現今瑞典南部領土。北海帝國有時也被稱作盎格魯-斯堪的納維亞帝國（Anglo-Scandinavian Empire）。

## 構成

### 英格蘭
克努特大帝是丹麥國王斯溫的幼子。斯溫入侵英格蘭後，死於1014年2月3日，克努特繼承英格蘭王位。
同時通過挪威的埃里克的幫助，克努特的兄弟哈拉爾繼任丹麥國王，1015年，克努特便率領自己的新艦隊再次入侵英格蘭。當時英格蘭的王公貴族們依然互相爭鬥，數月之後愛塞烈德二世的一個兒子向克努特效忠，克努特也因此獲得了重要戰略點韋塞克斯。而後愛塞烈德二世在1016年4月23日去世，其子愛德蒙繼位，然而一大批貴族已經在南安普頓向克努特宣誓效忠了。雖然一度在隨後的奧特福德戰役中被愛德蒙擊敗，克努特最終在1016年10月的阿桑頓戰役中獲勝，並與愛德蒙簽訂協議，由克努特控制泰晤士河以北的英格蘭全部地區，同年11月30日，愛德蒙去世，克努特便成爲了整個英格蘭的王。
1017年夏，儘管已經有了一個英國妻子（北安普頓的Ælfgif），爲了穩固局勢，克努特仍然與愛塞烈德遺孀诺曼底的愛瑪結婚。次年他被正式承認為英格蘭國王。

### 丹麥

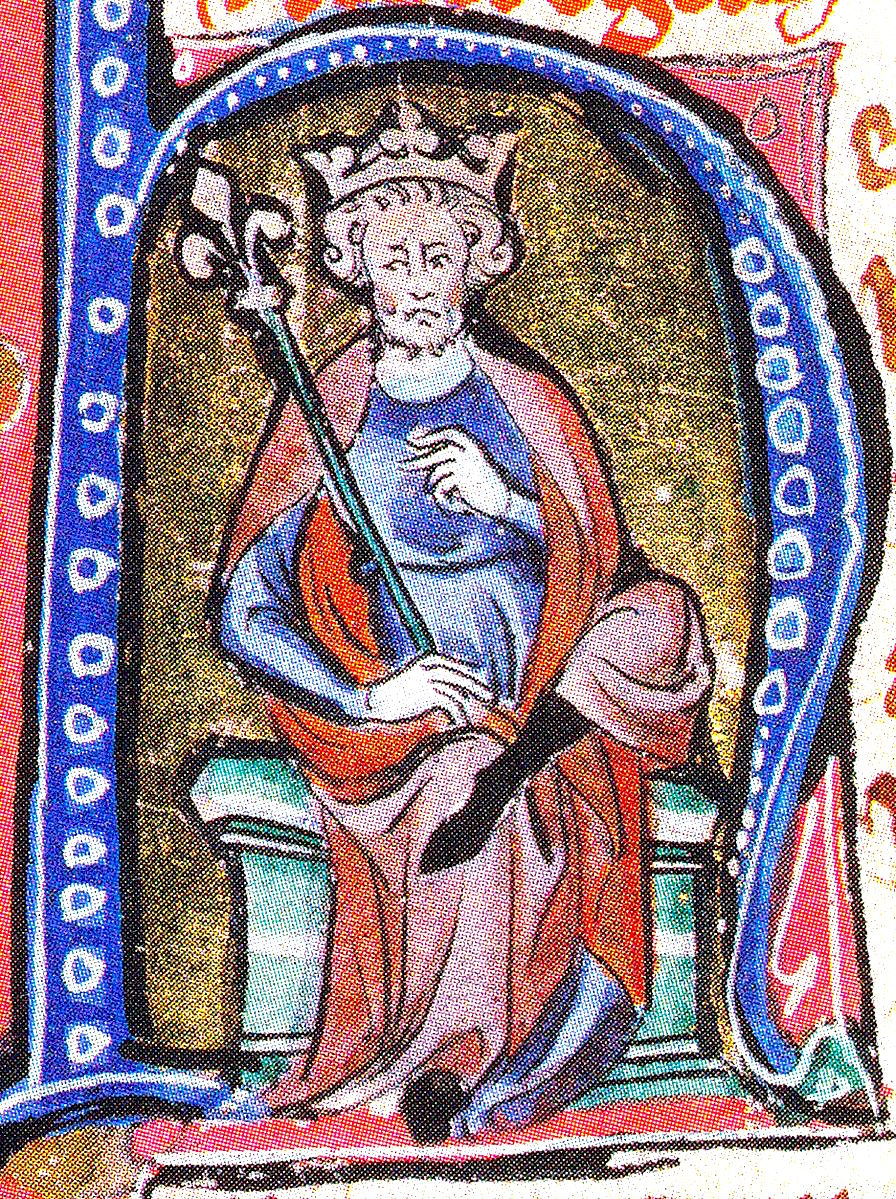
卡紐特大帝

丹麥國王哈拉爾死於1018或者1019年，无嗣，1019年克努特作為法定繼承人前往丹麥并繼任。之前也曾有丹麥一些地區支持他為王，但是因為他經常不在丹麥而轉向哈拉爾，直到此次哈拉爾去世。
挪威的奧拉夫、瑞典國王阿努德·雅各布聯合克努特的姐妹的丈夫Ulf Jarl，在1025年或者1026年襲擊了丹麥，最終他們卻戰敗了。
1027年，克努特前往羅馬，部份原因是爲了對殺掉Jarl Ulf一事進行贖罪，另外也是爲了參加神聖羅馬皇帝康拉德二世的加冕禮，而且將自己的女兒嫁給了康拉德的兒子亨利三世。

### 挪威
1024年，克努特曾提出由奧拉夫二世作為他的諸侯來統治挪威，但是最終協議破裂，1028年克努特派遣了50艘船隻前往征服挪威。當奧拉夫退到奧斯陸峽灣時，克努特便將船隻靠岸，並接受當地統治者的效忠。最終他在尼達羅斯宣佈即位為挪威國王，數月後奧拉夫逃往瑞典。
1030年，奧拉夫試圖回歸挪威，但最終于斯蒂克莱斯塔德战役戰敗被殺。

### 瑞典
克努特曾在西格圖娜或者隆德鑄造硬幣，然後是丹麥部份地區，銘文是“CNVT REX SW”（瑞典人的克努特王）。不過其實這只是顯示了君主權位，而並不代表者真正的統治，同時因為瑞典早期歷史十分模糊，並不能確定當時究竟誰是國王。

### 其他地區

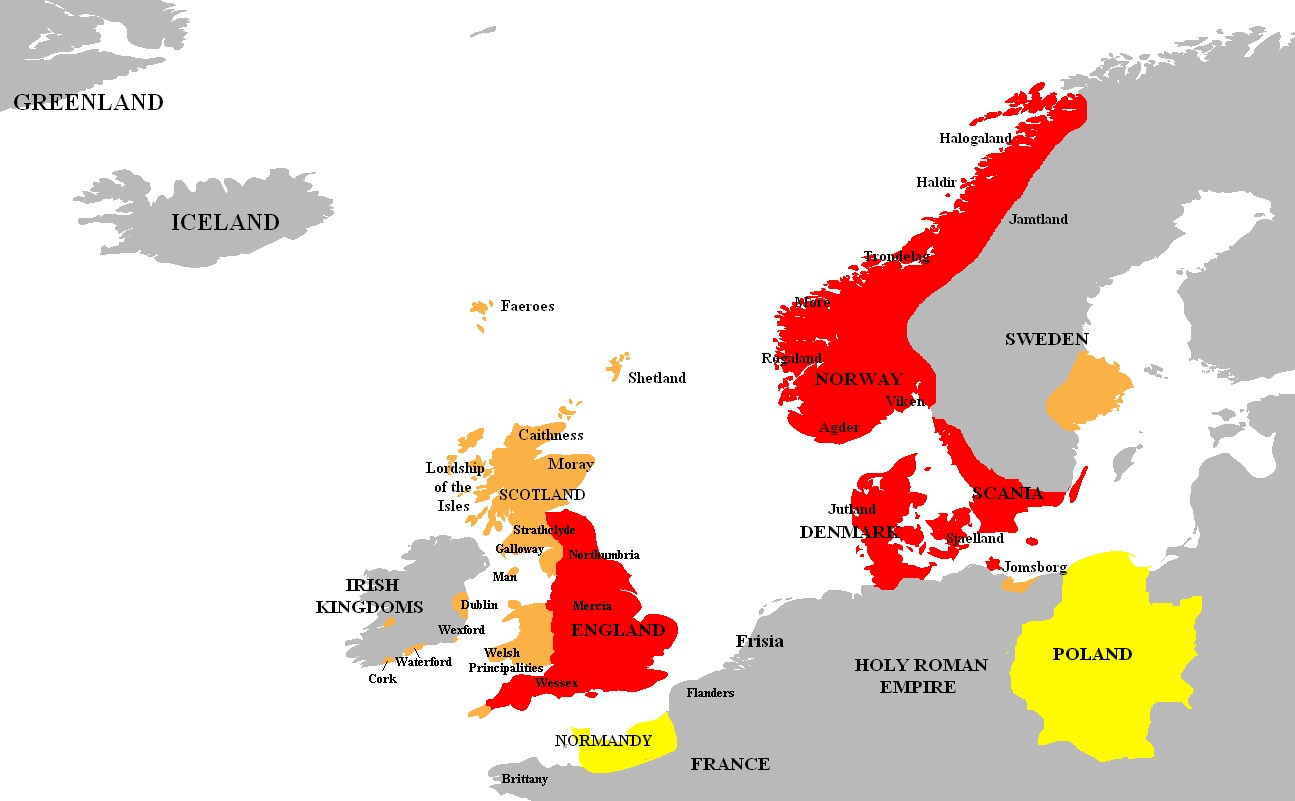
北海帝國所轄區域，紅色地區是克努特國王的领地，橙色的是諸侯國，聯盟地區则是黃色的

克努特也接受文德人的供物，并與波蘭人結盟，1022年，他與戈德溫、Ulf Jarl一起派遣艦隊前往波羅的海地區，以保證他在其沿岸的的統治。
在從羅馬回來之後，克努特進軍蘇格蘭並與馬爾科姆二世及其他兩個國王結盟，後者以及威爾士都以丹麥金的形式向他納貢，克努特再次宣佈對凱爾特王國的統治，并懲罰了它們當中支持奧拉夫的人。

## 宗教
11世紀早期，英格蘭已經基督教化多個世紀了，丹麦区则正在从日耳曼異教转向信奉基督的过程中，但斯堪的納維亞明显還是異教徒居多。克努特的父親斯文在基本信奉基督教之前也是一個異教徒。在英格蘭，克努特努力提高天主教的關注度，這使得他被歐洲的基督教統治者接納，在斯堪的納維亞國家的國王中這還是首次。挪威雖然也建起了教堂，並對僧侶採取寬容和尊敬的態度，但克努特依然與異教徒領主結盟，在他的統治地位鞏固之前，也從沒有在此頒佈過有益于基督教的法律。

## 統治
11世紀10年代後期，卡紐特將英格蘭分為四個伯爵國，其中韋塞克斯由他直接管轄，聯合Thorkell the Tall成為東安格利亞伯爵，埃里克保留諾森布里亞，Eadric Streona成為麥西亞伯爵。但是最後一位在一年內就被處決了。1018年，卡紐特恢復了韋塞克斯的兩個伯爵國，並在牛津召開了一場會議，最終決定以從前的英格蘭國王埃德加一世的法律進行統治。
《盎格魯-撒克遜編年史》很少提及卡紐特的統治，反而更多的是在講他頻繁出國。而且他主要統治英格蘭地區，而將丹麥留給攝政王管理。卡紐特在英格蘭的主要顧問也從Thorkell到戈德溫再到Ulf Jarl一換再換。Ulf最後還背叛了卡紐特，並在1026年聖誕節被處死。
卡紐特將挪威交由埃里克的兒子哈肯·埃里克森作為攝政王統治，後者也曾在同樣的地位上為斯溫服務，但是卻在次年冬天死去了。哈肯的繼任者是卡紐特和北安普頓的Ælfgif的兒子Svein Knutsson，由Ælfgif作為監護人。她因為強行課稅和嚴厲統治而不受歡迎。
卡紐特也有意將丹麥交給他的一個兒子統治，最終宣佈立哈德克努特為丹麥國王。因為過分分權，北海帝國在他死亡之後就迅速瓦解了。

## 卡紐特死後
1035年卡紐特去世之後北海帝國就迅速瓦解了。實際上在這之前Ælfgif和他們的兒子在1033年就因為過分不受歡迎而被迫離開了特隆赫姆，並在卡紐特死後回國。
在丹麥，哈德克努特維持住了統治，并繼任為丹麥國王。在1040年他在父異母的兄弟哈羅德一世死後，繼任英格蘭國王。

## 歷代國王
| 名称                                                              | 肖像            | 出生                                             | 婚姻                                                             | 逝世                             |
| ----------------------------------------------------------------- | --------------- | ------------------------------------------------ | ---------------------------------------------------------------- | -------------------------------- |
| 八字鬍斯文 （Svend Tveskæg） 1013年12月15日– 1014年2月3日         | Sweyn Forkbeard | 约960年 丹麦 蓝牙哈拉尔和加若德·奥拉弗斯多特之子 | (1) 傲慢者西格丽德 7个孩子 (2) 温登的贡希尔 1个孩子              | 1014年2月3日 根斯堡 约54岁       |
| 克努特大帝 克努特二世 （Knútr 2.） 1016年10月18日– 1035年11月12日 |                 | 约995年 八字鬍斯文和傲慢者西格丽德之子           | (1) 北安普顿的艾尔弗吉夫 2个孩子 (2) 诺曼底的爱玛 1017年 2个孩子 | 1035年11月12日 沙夫茨波里 约40岁 |
| 強壯的克努特 克努特三世 （（Knud 3.） 1040年3月17日– 1042年6月8日 |                 | 1018年 克努特二世和诺曼底的爱玛之子              | 没有结婚                                                         | 1042年6月8日 蓝贝斯 约24岁       |

## 相關創作
- 海盜戰記